# Лекланд (авіабаза)
Авіаба́за Лекланд (англ. Lackland Air Force Base, (IATA: SKF, ICAO: KSKF, FAA ідент. місц.: SKF) — діюча військово-повітряна база Повітряних сил США, що розташована у місті Сан-Антоніо в окрузі Беар, та перебуває у підпорядкуванні Командування освіти та тренувань Повітряних сил США.
З 1 жовтня 2010 року авіабазу Лекланд у зв'язку з реорганізацію Збройних сил США входить до складу Об'єднаної військової бази Сан-Антоніо (разом з Форт Сем Х'юстон та авіабазою Рендольф).

Схема розміщення авіабази Лекланд на карті округу Беар

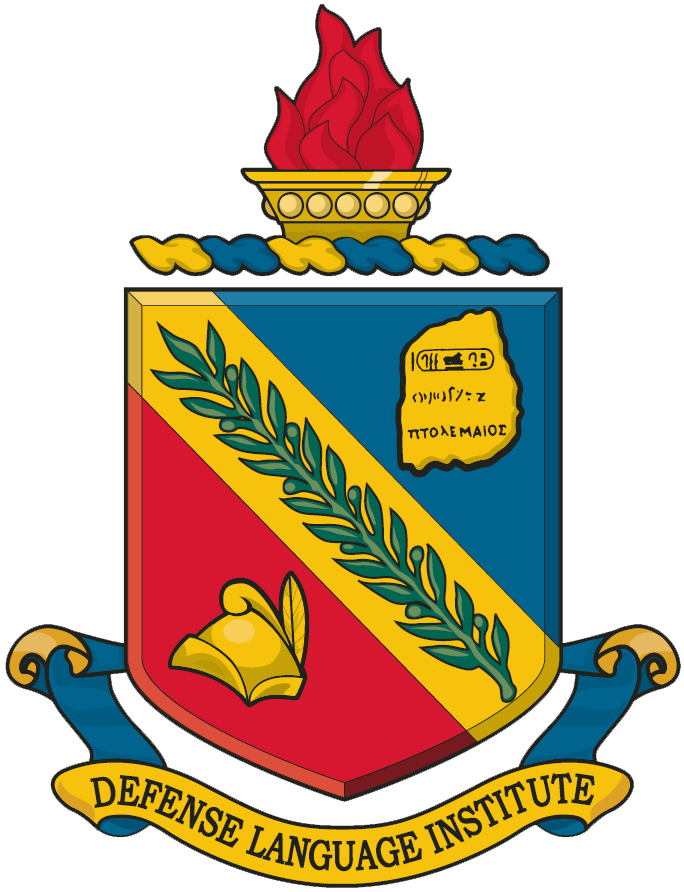
Емблема Мовного інституту МО США

## Формування, що базуються
- 502-га група підтримки інсталяції. Підрозділ 502-го крила авіабаз — координаційний центр для забезпечення, обслуговування та підтримки всіх видів діяльності бази, а також понад 24 000 пенсіонерів, які проживають у військовому містечку на базі
- 37-ме тренувальне крило
  - 37-ма тренувальна група
- 737-ма тренувальна група
- Міжамериканська академія Повітряних сил
- Мовний інститут Міністерства оборони США (англ. Defense Language Institute)
- 16-та повітряна армія
- 624-й оперативний центр
- Виставковий майданчик бази, де розміщена колекція зразків військових літаків, зокрема B-52 «Стратофортресс», F-4 «Фантом» II, SR-71 «Блекберд», B-29 «Суперфортеця», C-121 «Констеллейшн», B-17 «Летюча фортеця» і В-25 «Мітчелл».